# Tatabánya (district)
Het District Tatabánya (Tatabányai járás) is een district (Hongaars: járás) in het Hongaarse comitaat Komárom-Esztergom. De hoofdstad is Tatabánya. 

## Plaatsen
- Gyermely
- Héreg
- Környe
- Szomor
- Szárliget
- Tarján
- Tatabánya
- Várgesztes
- Vértessomló
- Vértesszőlős